# Castel del Monte
El Castel del Monte és un edifici del segle xiii construït per Frederic II, a la Pulla, a la ciutat d'Andria, prop de Santa Maria del Monte.
Està situat sobre un turó, a la part occidental de la cadena de Murga, a 540 m sobre el nivell del mar. Les ciutats més properes són Andria (18 km), Ruvo di Puglia, i Corato (21 km).
Es va incloure a la llista de monuments nacionals a Itàlia el 1936 i al patrimoni de la humanitat per la UNESCO el 1996.

## Història
El seu origen se situa oficialment el 29 de gener de 1240, quan Frederic II Hohenstaufen va ordenar que es preparessin els materials i tot el necessari per construir un castell prop de l'església de Santa Maria de Monte (ja desapareguda). Aquesta data, però, no és acceptada per tots els estudiosos: segons alguns, de fet, la construcció del castell en aquell moment ja havia arribat a les teulades.
No queda clara l'atribució a un determinat arquitecte: alguns l'atribueixen a Richard Lentini, però molts sostenen que la construcció del disseny és del mateix Frederic II. Sembla que va ser construït sobre les ruïnes d'una fortalesa anterior, primer Llombarda i després Normanda. Probablement a la mort de Frederic II (que va tenir lloc a 1250) l'edifici encara no estava acabat.
Fou rarament utilitzat en celebracions, tot i així, el 1246 va haver-hi el casament de Violant, la filla il·legítima de Richard i Bianca Lancia amb el comte de Caserta Riccardo Caetani.
A partir del segle xvii va patir un llarg període d'abandonament, durant el qual el castell va ser espoliat de mobles i decoracions de marbre parietal (les restes encara són visibles, només per darrere dels capitells) i es va convertir així en una presó i en un refugi per als pastors, bandits i refugiats polítics. El 1876 el castell, en condicions de conservació summament precàries, va ser comprat finalment (per la suma de 25.000 £) per l'Estat italià, que en va preparar la restauració a partir de 1928. El 1936 va ser declarat monument nacional.
El 1996, la UNESCO l'ha inscrit a la llista de Patrimoni per la perfecció de les seves formes i per l'harmoniosa unió dels elements culturals del nord d'Europa i el món islàmic de clàssic, típic exemple d'arquitectura militar medieval.

## Descripció
L'edifici té una planta octogonal (part exterior: 10,30 m d'interval entre les torres + diàmetre de cada torre: 7,90 m) i a cada cantonada s'hi afegeix una torre octogonal (cantó 2.70m), mentre que l'octàgon que correspon a un pati interior té costats la mesura dels quals varia entre 7,83 m i 6,89 m. El diàmetre del pati interior és de 17,85 m. El diàmetre del castell és de 51,90 m, mentre que el diàmetre de cada torre és de 7,90 m. Les torres tenen una alçada de 24 m, i superen de poc l'alçada de les parets del pati (20,50 m).

### Interior

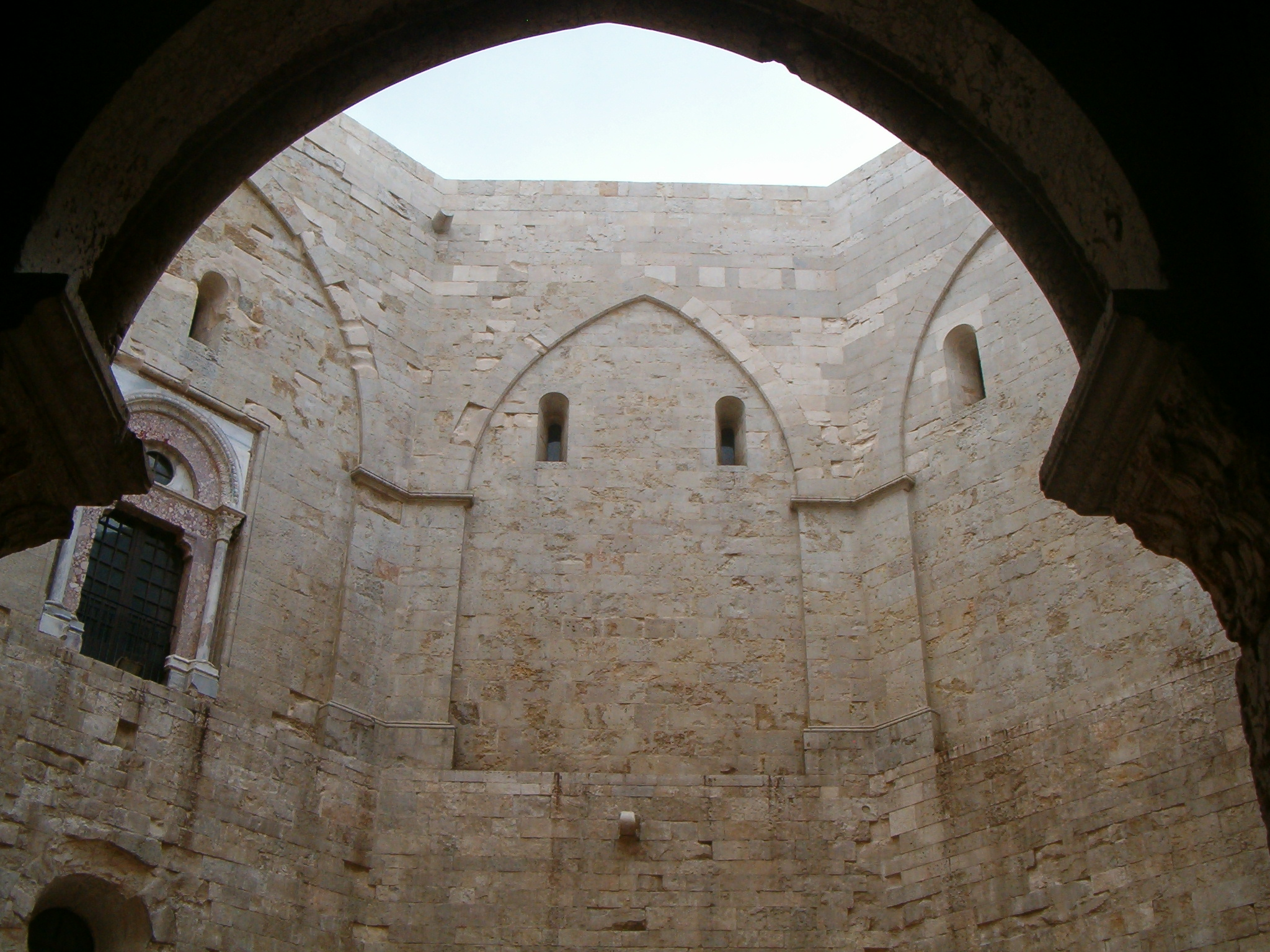
Part interior

L'espai interior es divideix en dues plantes, plantejada pel que fa a la plaça de davant, de 3 i 9,5 metres respectivament. Aquesta trapezoïdal, subdividida per la unió de les vores de l'octàgon internes i externes, on es configuren les torres.
La coberta està resolt mitjançant una plaça central inicial trapezoïdal i dos triangles de costat. El quadrat central està cobert per una volta de creueria, mentre que els dos triangles laterals són coronats per dues claus de volta per a cada estança. Al centre de cada volta a la intersecció entre els nervis, sorgeix una clau de volta diferent per a cada estança. Els nervis no tenen una funció de capacitat de càrrega estàtica, sinó únicament de decoració. Les voltes es construeixen seguint l'evolució de les parets exteriors de la part de l'edifici. Encara que adjacents, els dos tipus de voltes utilitzats en són completament independents a la intersecció, de fet, es pot veure la forma en què la discontinuïtat presenta una deformació causada per una diferència en la composició dels dos sostres adjacents.

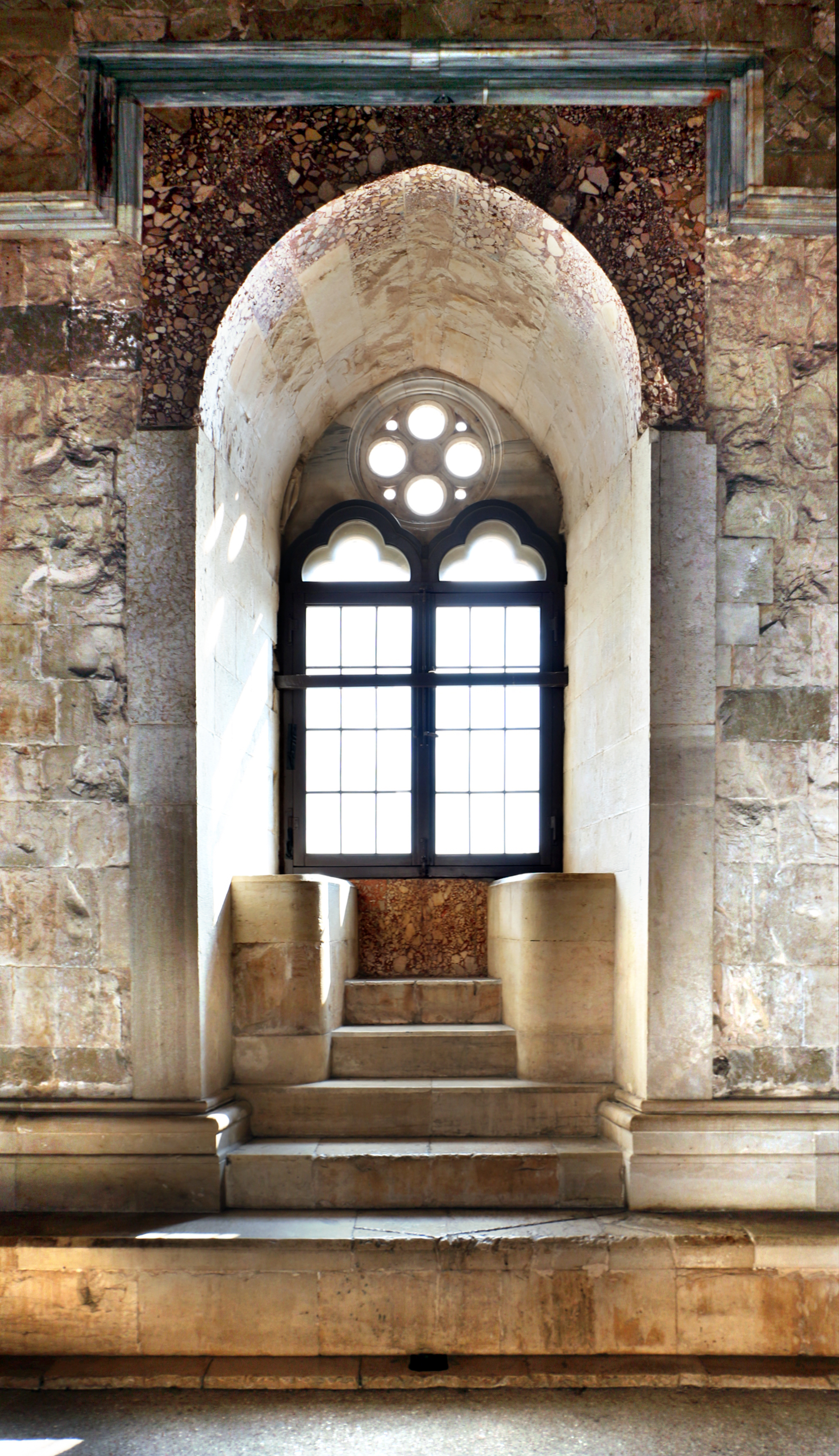
Una sala del primer pis

La comunicació entre la planta inferior i la superior es basa en la presència, no en totes les vuit torres, d'escales de cargol, bastides en un sentit antihorari, de 44 esglaons trapezoïdals que surten, cadascun en un sol bloc de pedra, a partir d'una columna central amb un diàmetre d'uns 22 centímetres.
El pis superior, en comparació al pis inferior, és més refinat i cuidat: els nervis que sustenten les voltes són més prims, i cada habitació és vivament il·luminada per la presència de les finestres geminades (o finestres trigeminades en algun cas). La particularitat d'aquesta mena de finestra és la presència de graons i dels seients que la flanquegen. Al llarg de les parets de cada sala es troba un seient per sota de la base de les columnes.
Digna d'especial atenció, és la maniobra dins del castell del dispositiu per al tancament de les comportes de la porta principal, visible per tots els pous de llum a l'interior de la maçoneria amb el lliscament de les cadenes que el sostenen.

### Exterior

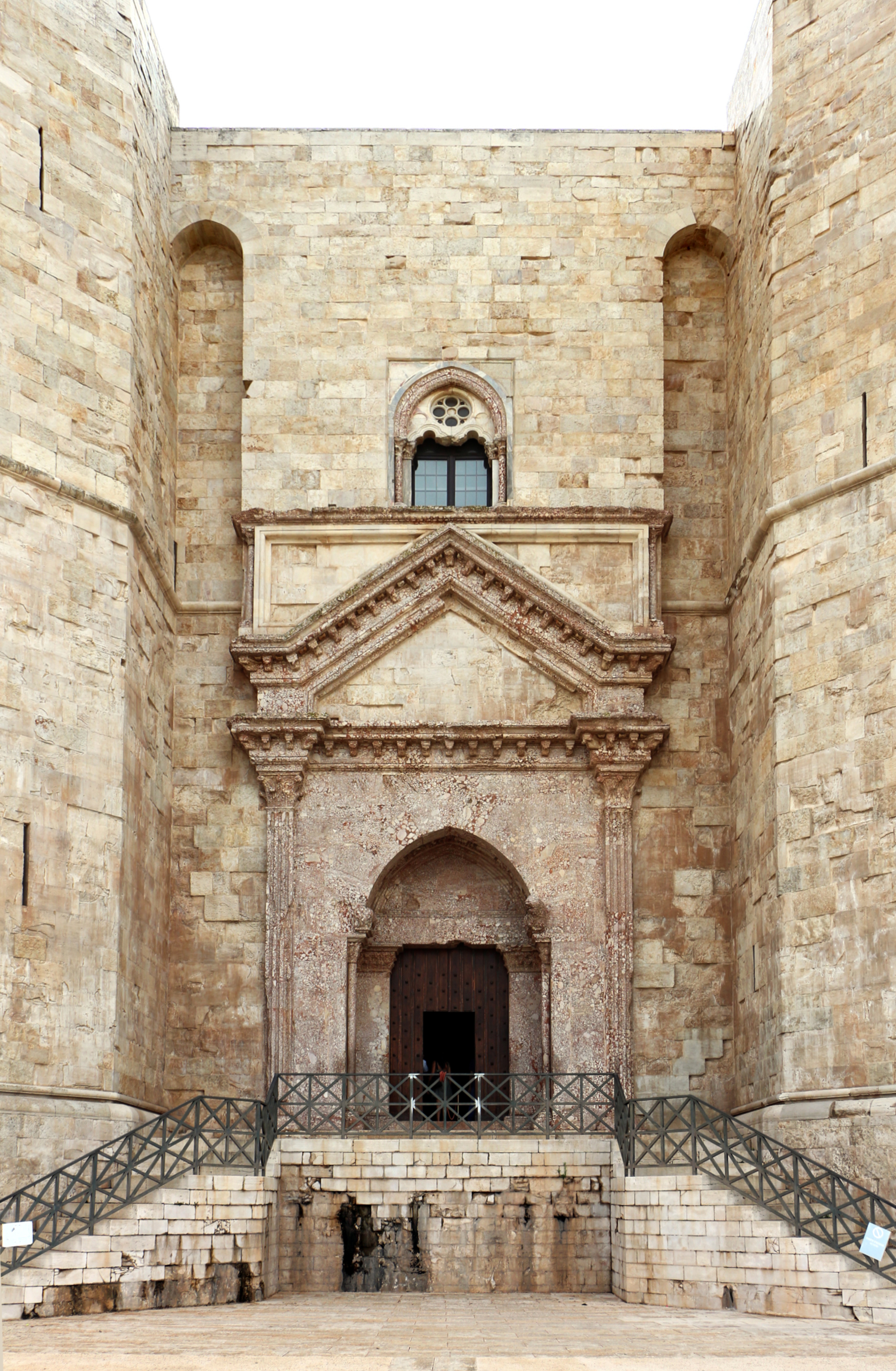
Entrada amb forma de tenalles

La porta d'entrada principal s'obre a la paret de l'estructura octagonal orientada exactament a l'est, és a dir, enfront d'on surt el sol en coincidència dels equinocci de primavera i tardor. Ara s'accedeix a través de dues rampes d'escales simètriques disposades en forma de tenalles als costats de l'entrada, reconstruït el 1928.
A diferència de la simple entrada secundària al costat oposat (oest-orientada), de la construcció (que consisteix en un simple portal d'arc d'ogiva), l'entrada principal està decorada amb dues columnes acanalades que suporten un llindar fals en el qual s'hi va crear un cuspidale en forma de frontó.
Cada mur té dues finestres: una al primer pis i una de geminada al segon pis, no sempre en consonància amb els altres. Aquesta norma s'aparta de les façanes oriental i occidental (els que són llocs on els dos portals) que no tenen l'única, i la façana nord, que té un període de tres finestres geminades al segon pis. Hi ha obertures addicionals a les torres, per donar llum a l'espiral de les escales interiors.
Des d'un punt de vista estructural, és important assenyalar que els murs entre les torres d'emergència des del sòl, mentre que les torres amb una base, va posar èmfasi en la part superior d'un marc en l'estil gòtic.
Per una prova més de la perfecció estructural de la construcció es pot veure que les tangents als costats del pati complir precisament en el centre de la torre octogonal.